# Red Land (Rosso Istria)
Red Land (Rosso Istria) es una película dramática e histórica italiana de 2018 dirigida, escrita y producida por Maximiliano Hernando Bruno. El filme se desarrolla durante la Segunda Guerra Mundial en Istria, después de que Italia firma el armisticio con los Aliados, y narra la vida de la joven estudiante ítalo-istriana Norma Cossetto, asesinada por los partisanos yugoslavos en la Masacre de las foibe en 1943. Los papeles protagonistas son interpretados por Selene Gandini como Norma Cossetto, Franco Nero, Geraldine Chaplin, Sandra Ceccarelli, Romeo Grebensek, Vincenzo Bocciarelli y Eleonora Bolla.

## Trama
La historia comienza en el verano de 1943. El 25 de julio Benito Mussolini es arrestado y el 8 de septiembre se anuncia el armisticio entre Italia y las fuerzas armadas aliadas, firmado algunos días antes en Cassibile, que conduce al caos. El ejército ya no sabe quién es el enemigo y quién es el aliado, y los soldados terminan abandonados a su suerte en los diferentes frentes de guerra. La población civil de Istria, Fiume, Venezia Giulia y Dalmacia se encuentra en medio del avance de los partisanos yugoslavos —comandados por el comunista Josip Broz Tito—, lo cual producirá una limpieza étnica conocida como la Masacre de las foibe. Durante ese dramático contexto, sobresale la figura de Norma Cossetto, una joven estudiante ítalo-istriana de la Universidad de Padua, que fue arrestada, torturada, violada y asesinada por los partisanos, debido a que su padre era un dirigente local del partido fascista.

## Reparto
- Selene Gandini como Norma Cossetto.
- Franco Nero como Professor Ambrosin.
- Geraldine Chaplin como Giulia Visantrìn adulta.
- Sandra Ceccarelli como Madre Visantrìn.
- Romeo Grebensek como Mate.
- Vincenzo Bocciarelli como Mario Bellini.
- Eleonora Bolla como Adria Visantrìn.
- Francesca Amodio como Lucia Visantrìn.
- Enrico Bergamasco como Maresciallo Parisse.
- Valentina Bivona como Giulia Visantrìn de joven.
- Vittorio Boscol como Carabiniere.
- Leopoldo Bottero como Padre Staniscia.
- Paolo Braghetto como Contadino.
- Maximiliano Hernando Bruno como Giorgio Staniscia.
- Emanuela De Rossi como campesina italiana.
- Eleonora Fuser como Madre Staniscia.
- Monica Garavello como Noemi.
- Maria Vittoria Casarotti Todeschini como Licia Cossetto.

## Producción
En 2015 se anunció que la película iba a ser dirigida por Antonello Belluco. Las historias de su familia materna, que había sido arrestada en Fiume, impulsó a Belluco a realizar la película, que se basó en una reconstrucción histórica. Después de que el músico Simone Cristicchi abandonó el proyecto, Belluco renunció a la dirección para permanecer únicamente como guionista y el ítalo-argentino Maximiliano Hernando Bruno pasó a ocupar el lugar de director, en el que iba a ser su debut como realizador. En noviembre de 2015 comenzó la filmación en Trieste; el rodaje continuó en Padova a principios de abril de 2016. También se utilizaron locaciones de Istria y Treviso. En septiembre de 2017 se terminó de filmar en Véneto. La película fue producida por VeniceFilm durante «siete años de batallas, primero para romper las barreras y después para encontrar los fondos, dado que del Estado no recibimos ni un euro», afirmó el productor Alessandro Centenaro. La producción se financió a través de la Associazione Nazionale Venezia Giulia e Dalmazia y la FederEsuli (Federazione delle Associazioni degli Esuli Istriani, Fiumani e Dalmati).

## Distribución
El 7 de septiembre de 2018 se llevó a cabo la conferencia de prensa y la proyección del filme en el Festival Internacional de Cine de Venecia de 2018. El 6 de noviembre la película se presentó en la sala de los caídos de Nassiriya del Senado de la República. Ese mismo día se estrenó en Roma y el 15 de noviembre en las salas de toda Italia.

### Boicot
A pesar de su estreno oficial en toda Italia, pocas salas de cine decidieron proyectarla. De los 4500 cines italianos, el filme llegó solamente a treinta salas en su primera semana de estreno y a cuarenta en la segunda semana en cartel. En la ciudad de Milán ningún cine del centro la proyectó, solamente el barrio periférico de Bicocca. En Turín el cine que iba a proyectarla decidió cancelar la función. Tampoco alcanzó los cines de Génova, Bologna y Perugia. En Roma la película llegó primero a dos cines y más tarde a cuatro. En el sur de la península (Nápoles, Sicilia y Cerdeña) tampoco recibió difusión. El director ítalo-argentino Maximiliano Hernando Bruno declaró: «Estoy cansado de que me pregunten por que motivo rodé este filme, parece que para contar esta historia se necesita un motivo. La verdadera pregunta debería ser por qué hasta ahora nadie lo había hecho».
El vicepresidente del Consejo de Ministros y Ministro del Interior Matteo Salvini se hizo eco de la situación, publicando en su cuenta de Facebook: 

Están haciendo de todo para boicotear el filme Red Land (Rosso Istria), la película que cuenta la tragedia de las foibe, la masacre de miles de nuestros connacionales a manos de los comunistas yugoslavos durante la Segunda Guerra Mundial. [...] Durante décadas, políticos e intelectuales de izquierda han hecho de todo para esconder esta verdad. Ahora el director ha sido amenazado, señalado como «fascista». Vayan a verla para que quien ha muerto con la sola culpa de ser italiano tenga por lo menos el honor de la memoria.

Las declaraciones de Salvini despertaron la reacción de otros políticos, como Alberto Villanova, presidente de la comisión de cultura del Véneto, quien pidió una mayor difusión del filme en la región y presentó una moción para que el 10 de febrero (el Día del Recuerdo) se proyecte para los estudiantes vénetos. La asesora de la junta regional del Véneto, Elena Donazzan, declaró que «el compromiso de la región del Véneto y de mi Consejería es hacer conocer la historia de esta joven mujer [...] sobre todo por el amor a la verdad y el sentido de la justicia».
El 14 de enero de 2018 la Unione Italiana —la principal organización italiana en Eslovenia y Croacia— adquirió los derechos para estrenar la película el 22 y 23 de febrero en el Cinema Oden en Isola d'Istria (Eslovenia).
En ocasión del Día del Recuerdo el 8 de febrero de 2019 el filme se transmitió en Rai Tre y fue visto por 871 000 espectadores. Asimismo, su difusión a través de la Rai provocó reacciones negacionistas por parte de algunos sectores de la izquierda política.

## Recepción
Lucia Bellaspiga del diario Avvenire elogió la dirección, la fotografía, la música y el montaje de Marco Spoletini, y afirmó que se trata de «el primer filme que se atreve a contar lo que sucedió en Istria, adentrándose en la complejidad de una historia casi desconocida y manteniendo un perfecto equilibrio de imparcialidad». La periodista agregó que Red Land «rompe con los estereotipos sin incurrir en las caricaturas mecanizadas de varias películas llamadas históricas». El sitio MYmovies.it le dio un puntaje de tres estrellas y media sobre cinco y escribió: «Maximiliano Hernando Bruno logró en gran medida encontrar la llave justa para contar esos días y esos sucesos, para cumplir con uno de los múltiples deberes del cine: hacer memoria». Graziano Davoli del Atlantico Quotidiano describió el filme como «incómodo pero sincero» e «intelectualmente honesto».
La cinta fue bien recibida por los políticos italianos, tanto de izquierda como de derecha. Escribiendo para el periódico Il Fatto Quotidiano, el político del Partido Democrático Mattia Mor describió la película como «dura y en cierto modo necesaria», agregando que «se mira en silencio, es cruda, realista, no ha sido necesario exagerarla para llegar emocionalmente a los espectadores. La reconstrucción precisa y no tendenciosa lleva a múltiples reflexiones».